# Barmherzigkeitskirche Zakopane (Cyrhla)
Die katholische Barmherzigkeitskirche auf der Cyrhla in Zakopane (poln. Kościół Miłosierdzia Bożego w Zakopanem (Cyrhla))  wurde in den Jahren 1988 bis 2000 im Stil der Postmoderne mit Einfluss des Zakopane-Stils erbaut. 2000 erfolgte die Weihe unter dem Patrozinium des Göttlichen Barmherzigkeit. Die Kirche dient als Pfarrkirche.

## Geographische Lage
Die Kirche befindet sich im südöstlichen Zakopaner Stadtteil Toporowa Cyrhla im Vortatragraben am Fuße der Tatra.